# Canard (luchtvaart)
Een canard (Frans voor eend) of eendvliegtuig is een type vliegtuig waarbij het stabilo vóór de vleugels zit in plaats van bij de staart, zoals bij andere vliegtuigen. De eerste modellen, zoals de Santos-Dumont 14-bis, leken op een vliegende eend, vandaar de naam. Het allereerste gemotoriseerde vliegtuig dat een geslaagde vlucht maakte, de Wright Flyer, was een canard-vliegtuig.
Het stabilo aan zo'n vliegtuig wordt ook canard genoemd.

## Voordelen
- Het vliegtuig raakt minder snel overtrokken (het is "stall-proof"). Wanneer het vliegtuig overtrokken dreigt te raken, raakt de canardvleugel, door de iets grotere aansnijhoek, altijd als eerste overtrokken. Daardoor gaat de neus omlaag, en zodoende kan de hoofdvleugel niet overtrokken raken. Zodra de neus iets gezakt is, is ook de canardvleugel niet langer meer overtrokken.
- Canards zijn soms minder kritisch voor de ligging van het zwaartepunt.
- Canards hebben hoogteroeren, stabilisators of elevons. Door de elevons kan het vliegtuig makkelijker rollen.

## Nadelen
De hoofdvleugel werkt minder efficiënt door de turbulentie van de canards.
Het is dikwijls moeilijk om welvingskleppen (flaps) op de hoofdvleugel aan te brengen. Bij het gebruik van welvingskleppen gaat de neus van het vliegtuig makkelijker naar beneden, waardoor het vliegtuig makkelijker kan gaan stampen.
Het Beechcraft Starship voorkomt dit probleem door een swing-wing canardoppervlak, dat naar voren zwaait voor het opvangen van het effect van de welvingskleppen. Veel canardontwerpen hebben echter geen welvingskleppen.
Bij een canard is de instelhoek van het stabilo met hetzelfde profiel als de hoofdvleugel groter dan de hoofdvleugel, waardoor de hoofdvleugel nooit de maximale lift krijgt. Hierdoor heeft een canardvliegtuig een hogere snelheid nodig voor het opstijgen en bij het landen dan een gewoon vliegtuig.

## Vliegtuigen
Vliegtuigen met canards zijn:
| - Atlas Cheetah - Beech Starship - Berkut aircraft - Chengdu J-10 - Cozy MK IV - Curtiss-Wright CW-24B - Curtiss-Wright XP-55 Ascender - Dassault Rafale - Eurofighter Typhoon - Grumman X-29 - IAI Kfir - IAI Lavi - Kyushu J7W1 Shinden - McDonnell Douglas F-15 S/MTD - MiG-8 - Peterson 260SE (een Cessna 182 met een toegevoegde canard voor STOL operatie.) - Piaggio P.180 Avanti (de voorvleugel is geen echte canard.) - RJ.03 IBIS - Rockwell-MBB X-31 | - Rutan Defiant - Rutan Long-EZ - Rutan VariEze - Rutan VariViggen - Santos-Dumont 14-bis - Saab J37 Viggen - Saab JAS39 Gripen - Steve Wright Stagger-Ez - Soechoj Su-30 MKI - Soechoj Soe-33 - Sukhoi Su-35 - Sukhoi Su-37 - Sukhoi Su-47 - Sukhoi T-4 - Tupolev Tu-144 - Velocity SE - Velocity XL - Wright Flyer - North American XB-70 Valkyrie - Chengdu J-20 |